# Reeuwijkse Plassen

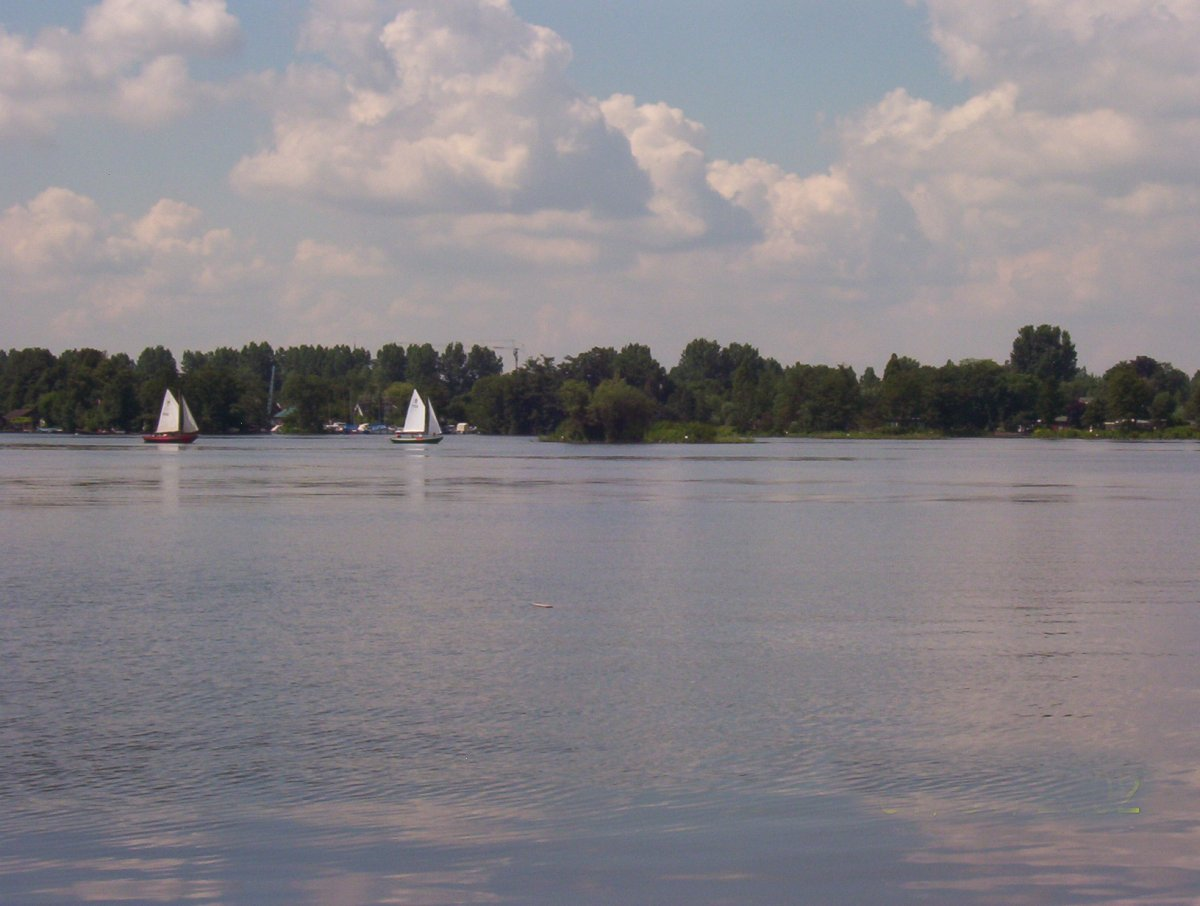
Elfhoeven ist einer der Seen des Gebiets

Die Reeuwijkse Plassen (deutsch Reeuwijker Seen)  ist eine Seenlandschaft in der Nähe von Gouda, östlich des Dorfes Reeuwijk.

## Beschaffenheit
Die dicht beieinander liegenden Seen sind nur durch Dämme voneinander getrennt. Sie entstanden durch die Torfgewinnung im 18. Jahrhundert, die bis unter den Grundwasserspiegel in den ehemaligen Mooren reichte. Die gesamte Fläche beträgt 735 Hektar. Heute werden die Seen als Erholungsgebiet und für den Wassersport benutzt. Mitten im Gebiet liegt das Straßendorf Sluipwijk.

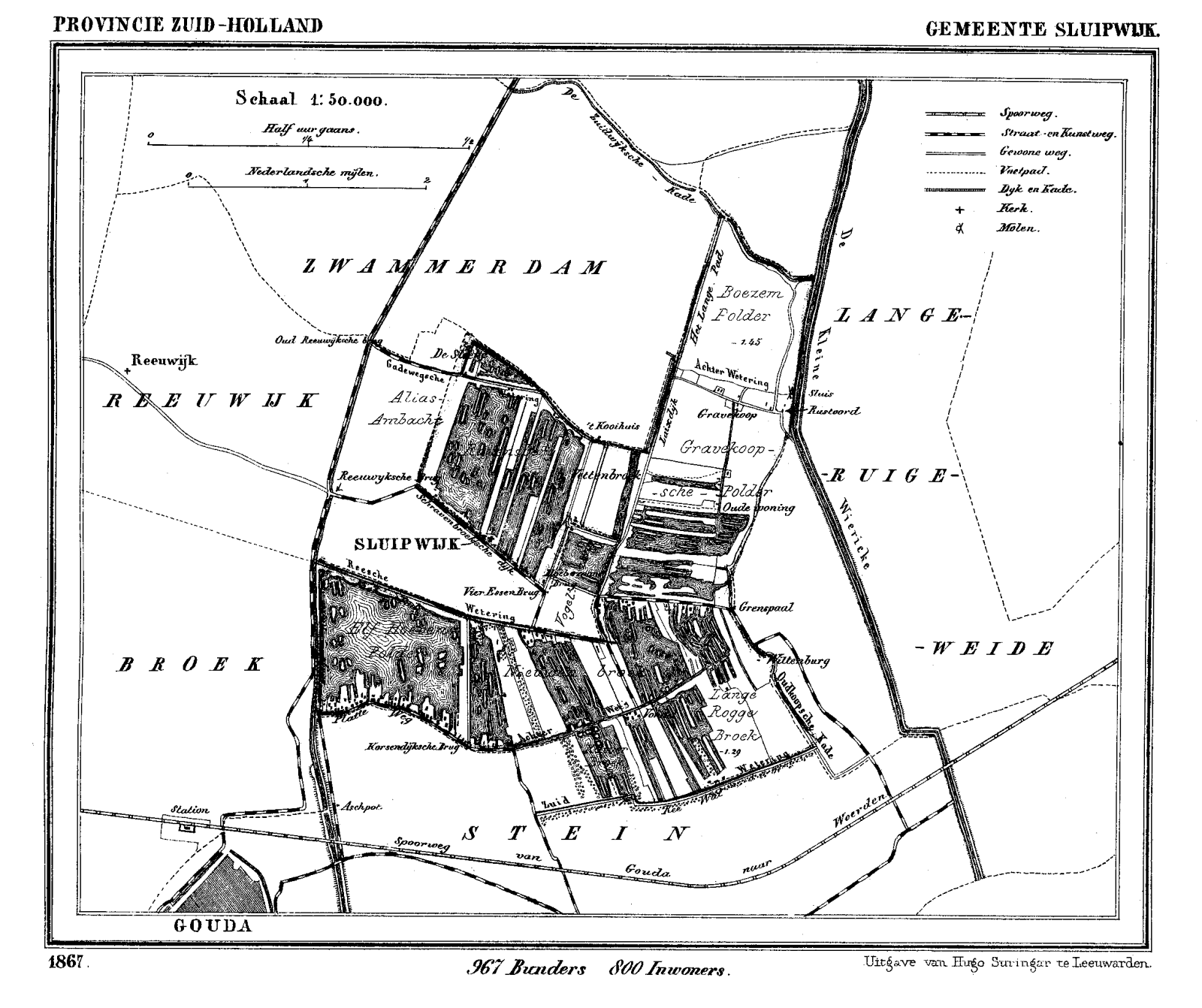
Karte des Dorfes Sluipwijk 1867

## Namen der Seen
Die insgesamt 13 Seen des Reeuwijkse Plassen tragen folgende Namen:
- ’s-Gravenbroek
- Elfhoeven
- Vrijhoef
- Kalverbroek
- Nieuwenbroek
- Roggebroek
- Groot Vogelenzang
- Klein Vogelenzang
- Gravekoop
- Sloene
- Broekvelden/Vettenbroek
- Klein Elfhoeven und
- Ravensberg